# Невидимый кулак
«Неви́димый кула́к» (также известен как «Та́йный кула́к кунг-фу́»; кит. 餓虎狂龍 — «Голодный тигр, бешеный дракон») — гонконгский фильм с боевыми искусствами режиссёра Ын Сиюня, вышедший в 1972 году.

## Сюжет
Ли Цян — китайский военный, которого посылают в Шанхай, чтобы внедриться в шайку контрабандистов за несколько дней до вторжения Японии в Китай в 1933 году. Его сопровождает лейтенант Сяо Дун. Такэси Ёсида — японский офицер, которого посылают в качестве связного в «судоходную компанию», чтобы помочь провезти контрабандой груз (который включает женщин и наркотики). Неофициально Ёсида находится в Китае, на встрече со шпионами, чтобы те передали секретную информацию о китайских военных объектах в Токио. Эта информация будет иметь крайне важное значение для неизбежного вторжения Японии в Китай. К сожалению для Ёсиды, чистильщик обуви по прозвищу Маленькие Руки крадёт бумажник одного из шпионов, содержащих одну из карт китайских военных объектов. Он передает эту информацию Ли Цяну и Сяо Дуну. Теперь задачей Цяна и Дуна является пресечение контрабанды и арест двух японских агентов.

## В ролях
Ниже приведён список актёров согласно титрам и исполняемых ими ролей.
- Чэнь Син — Бешеный Дракон Ли Цян
- Ясуаки Курата[яп.] — Голодный Тигр Такэси Ёсида
- Ирен Райдер[кит.] — Анна
- Вон Юньсань[кит.] — Сяо Дун
- Майкл Чань[кит.] — Линь Юн
- Хонь Куокчхой — Маленькие Руки
- Цзе Юань[англ.] — Сасаки
- Цзян Нань[кит.] — Линь Саньтай, босс шанхайской преступной группировки
- Цзинь Синь — Ояма, начальник генштаба армии
- Го Жуншэн — Да Бао

## Съёмочная группа
- Кинокомпания: Empire Cinema Center
- Продюсер: Корнелио Сарангайя
- Исполнительный продюсер: Джимми Паскуаль
- Режиссёр и сценарист: Ын Сиюнь
- Постановщики боёв: Брюс Лён, Томми Ли, Лэй Катин[кит.]
- Ассистент режиссёра: Чань Ва
- Художник: Лоу Киньмин
- Композитор: Чжоу Фулян
- Оператор: Уильям Чён
- Художник по гриму: Чэнь Ши
- Монтаж: Сун Мин

## Кассовые сборы
По итогам 15 дней кинопроката в Гонконге, с 6 по 20 декабря 1972 года, сумма сборов фильма составила 1 248 293,50 гонконгских долларов.